# Eagle Peak (Park County)
Der Eagle Peak ist mit 3466 m der höchste Berg innerhalb des Yellowstone-Nationalparks. Er ist Teil der Absaroka-Bergkette in den Rocky Mountains und befindet sich am östlichen Rand des Nationalparks, im US-Bundesstaat Wyoming.

## Geschichte
Laut Lee Whittlesey wurde der Eagle Peak 1885 vom Geologen Arnold Hague wegen seiner Ähnlichkeit mit einem "Spread Eagle" benannt. Andere Quellen besagen, dass der Berg 1878 von Jack Newell benannt wurde, welcher in diesem Jahr einen goldenen Adler auf dem Berg tötete.
Bis in die 1930er Jahre glaubten die meisten Parkbeamten und Geologen, dass der Electric Peak in der Nähe von Gardiner, Montana, der höchste Gipfel des Parks sei, nicht der Eagle Peak. Während der historischen Yellowstone-Brände von 1988 breitete sich das Mink Fire bis auf die Südhänge des Eagle Peaks aus.

## Geographie
Der Berg liegt in der Absaroka Range und bildet die Parkgrenze zum Shoshone National Forest im nordwestlichen Wyoming. Er erhebt sich etwa 9,7 km östlich des südöstlichen Arms des Yellowstone Lake. Der Berg ist auch einer der höchsten Punkte in der Washakie Wilderness im Shoshone National Forest. Die Bäche, die im Norden und Osten des Berges entspringen fließen über den Bighorn River in den Yellowstone River, die südlichen Hänge entwässern sich über den Mountain Creek in den Yellowstone Lake. Weitere Gipfel in der Nähe sind Table Mountain, Mount Schurz, Pinnacle Mountain, Turret Mountain und Colter Peak.

## Besteigung
Der Berg liegt unzugänglich im Hinterland des Yellowstone-Nationalparks, von allen Parkstraßen aus beträgt die Entfernung mindestens 24 km. Von außerhalb des Parks kann der Gipfel über eine 25 km lange Wanderung durch das Fish Hawk Creek Valley bestiegen werden. Der Eagle Peak kann jedoch auch aus dem Inneren des Parks bestiegen werden, indem man bis zur südöstlichsten Spitze des Yellowstone Lake segelt, das Tal des Yellowstone River entlangwandert und dann nach Osten auf den Berg steigt.

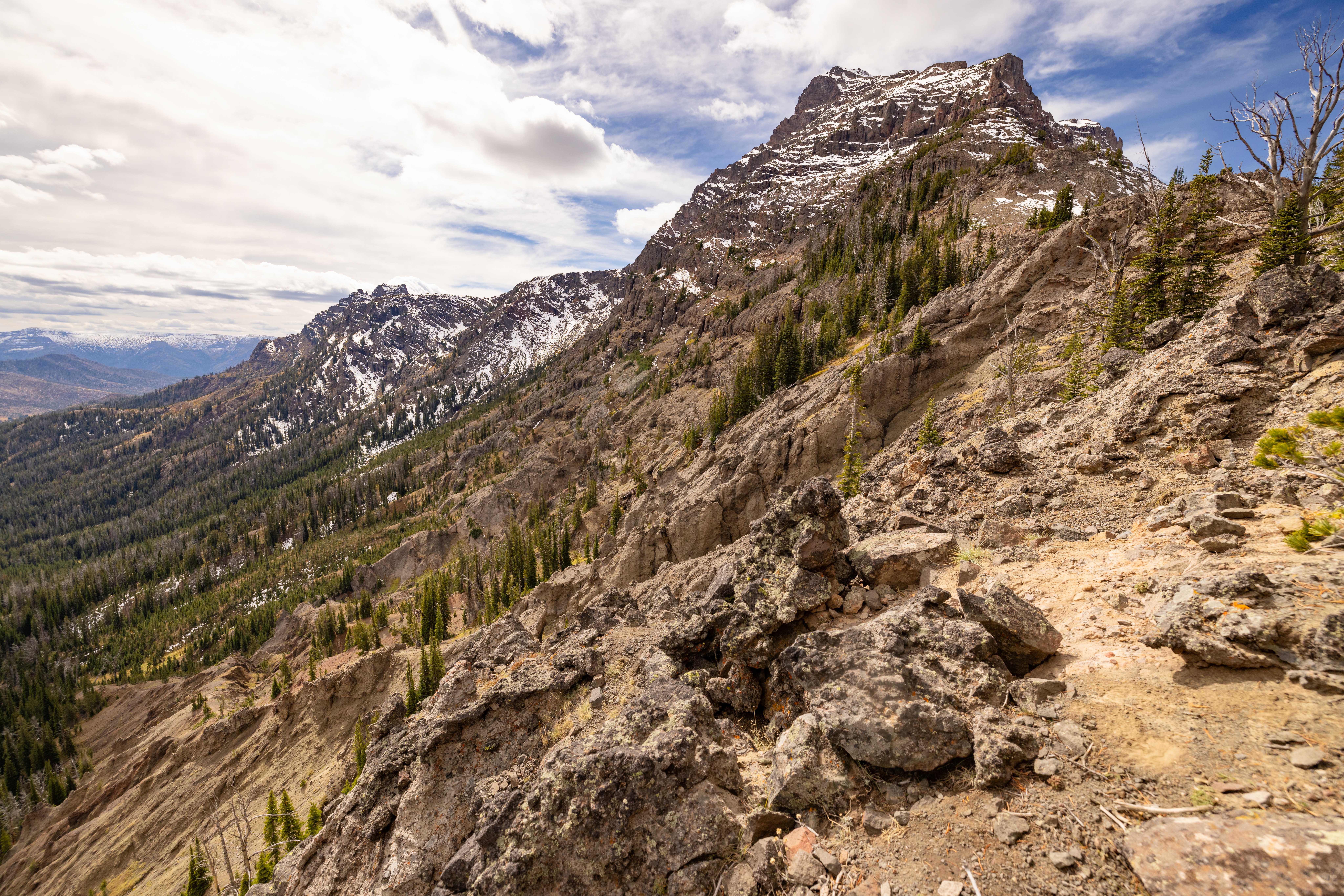
Eagle Peak
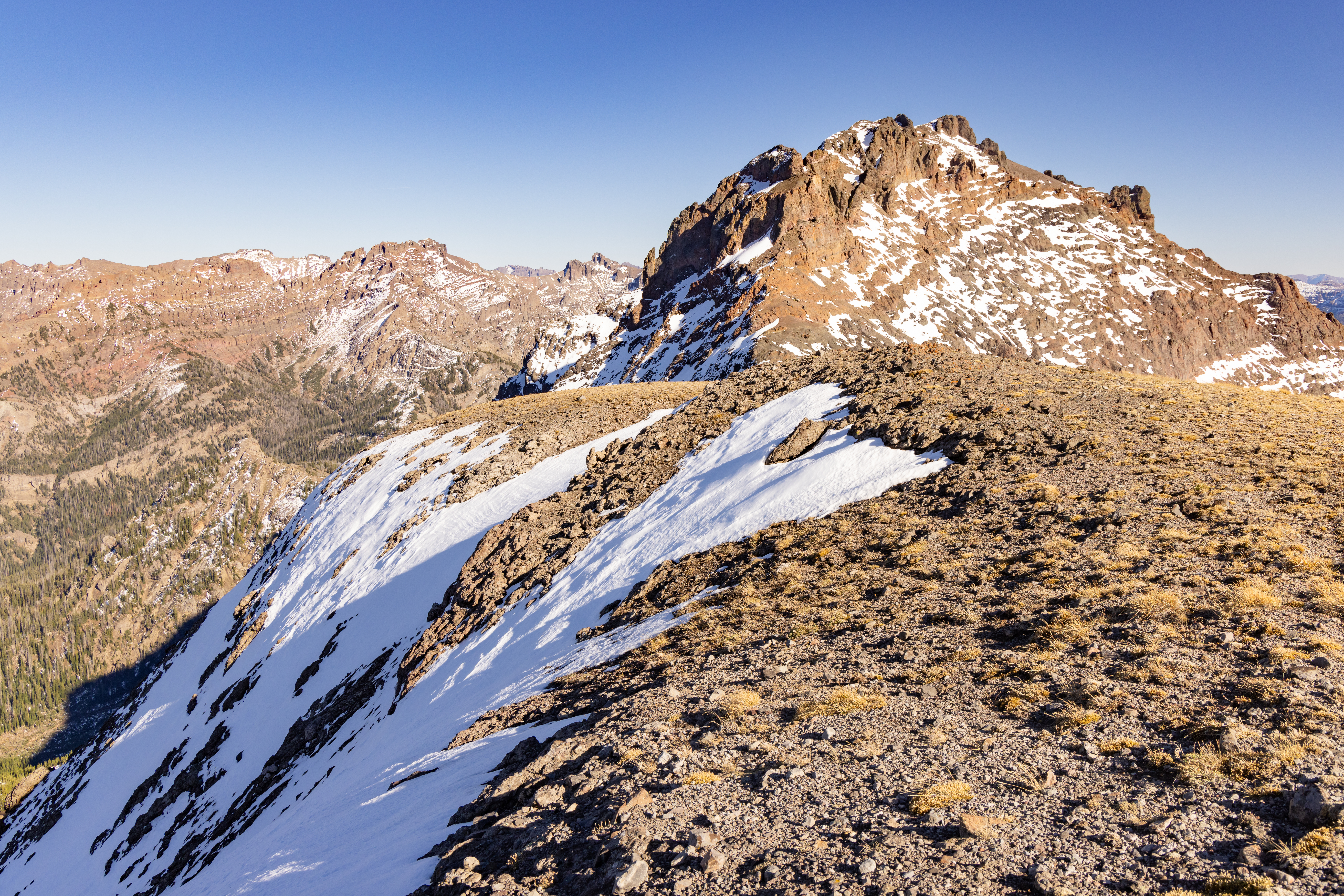
Eagle Peak (rechts) und Pinnacle Mountain (links)
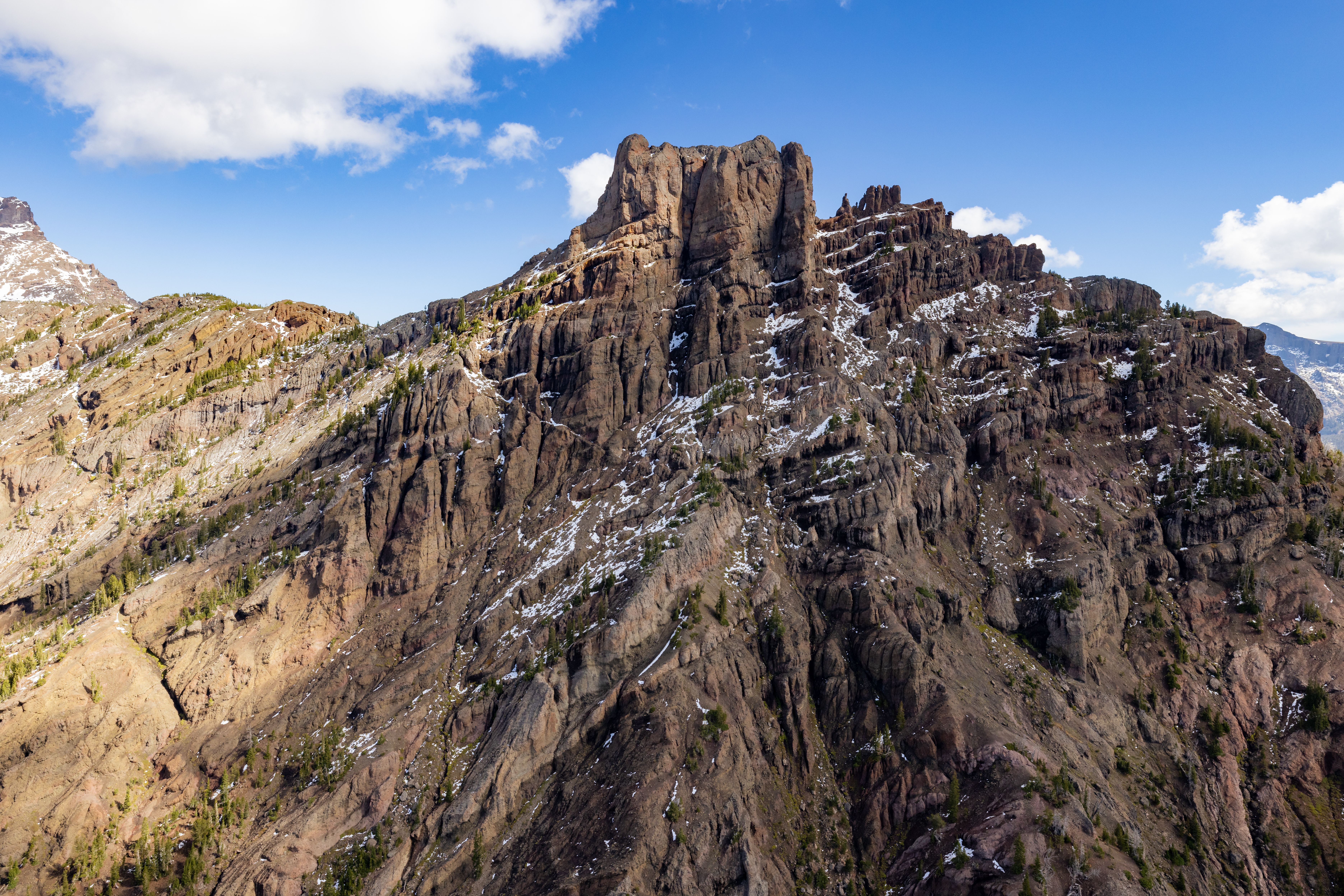
Südgrat
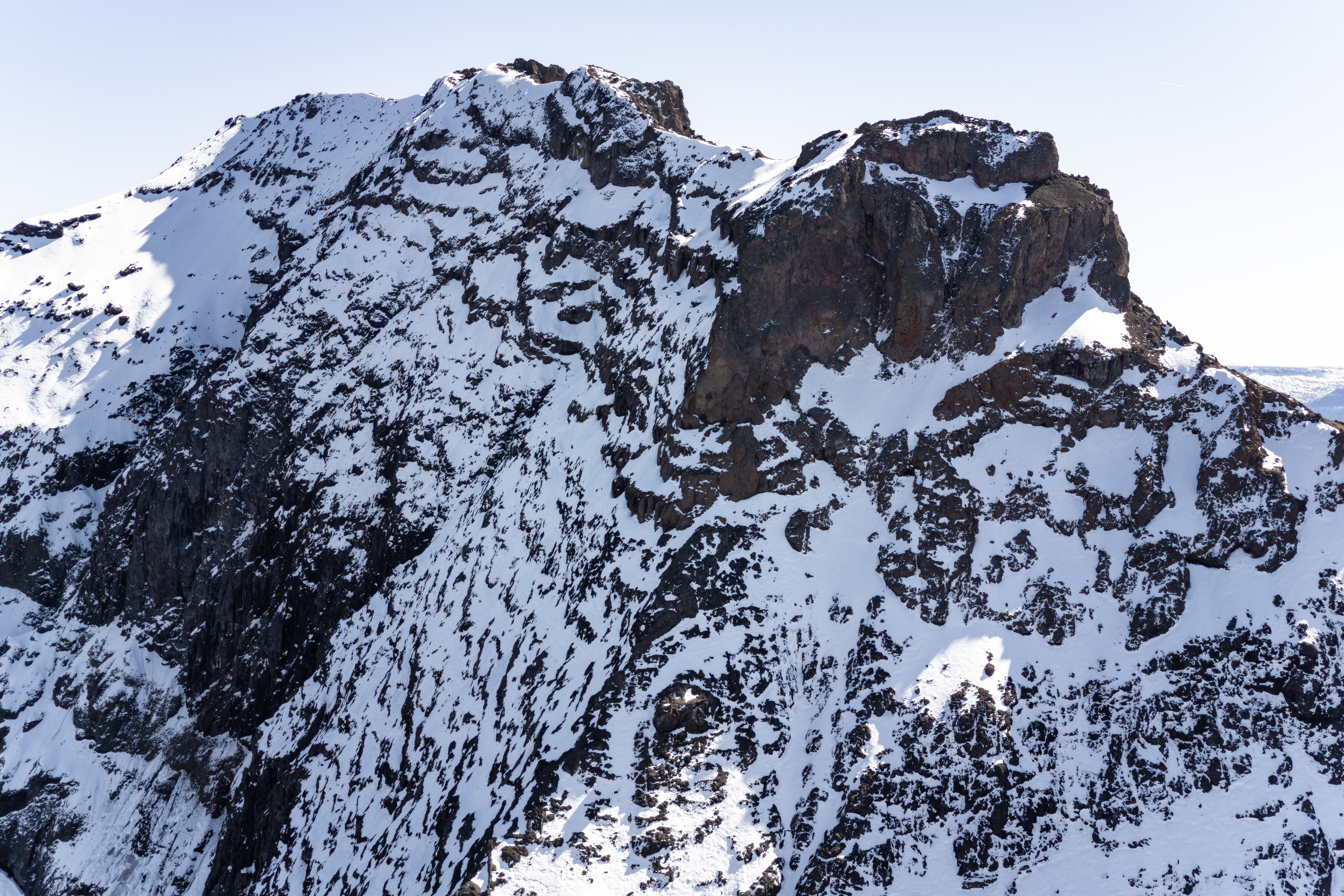
Nordwand
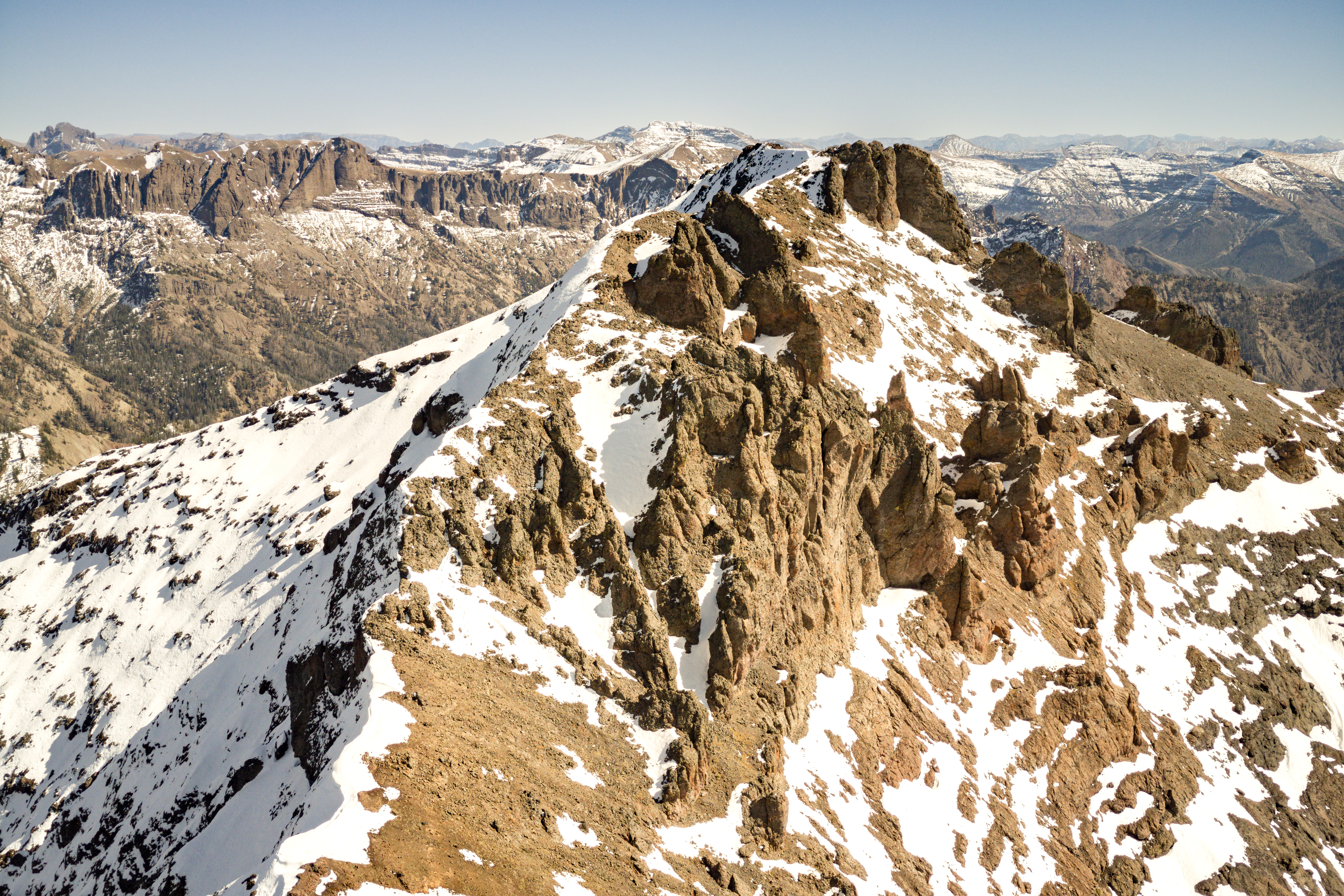
Gipfelgrat
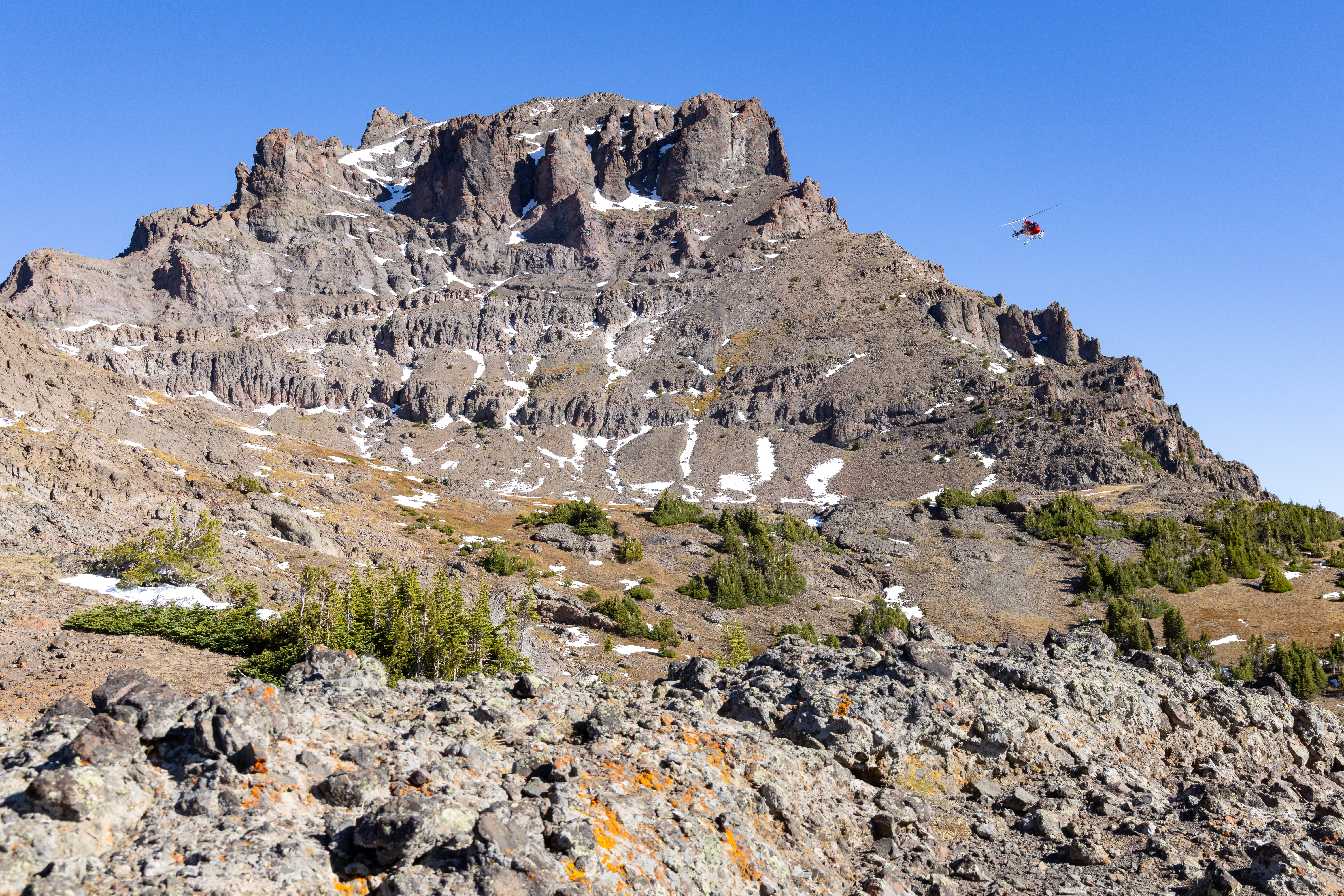
Südflanke